# Scars (Lukas Graham)
Scars è un singolo del gruppo musicale danese Lukas Graham, pubblicato il 20 marzo 2020.

## Video musicale
Il 20 marzo 2020 è stato pubblicato sul canale YouTube del gruppo un lyric video del brano.